# Zits
Zits és una tira còmica escrita per Jerry Scott i il·lustrada per Jim Borgman, que relata la vida d'en Jeremy Duncan, un adolescent de quinze anys en el seu primer curs de l'institut. La tira fa tenir el seu debut el juliol del 1997 en, aproximadament, 200 diaris, i des de llavors ha passat a ser molt popular a nivell mundial, rebent diversos premis. Amb data del 2007, segueix estant sindicada pel King Features Syndicate, i editada per l'editorial Andrews McMeel Publishing.
La tira es desenvolupa en el típic suburbi estatunidenc i els diferents llocs (casa, col·legi, botigues) on en Jeremy prova d'equilibrar la seva vida passant el temps amb els seus amics (sobretot amb el seu millor amic, Hector García), intentant analitzar la seva relació maldestra amb la seva xicota, lluitant amb els deures, assajant per ser un futur déu del rock, i tolerant els seus ridículs pares (segons el seu punt de vista). La tira destaca per tenir una varietat de personatges principals ben definits i estructurats, que complementen la dura vida de l'adolescent Jeremy.

## Origen i desenvolupament
Cap al 1996, en Jerry Scott ja era conegut per la tira còmica Baby Blues, però era conscient que la seva professió com a comicaire independent depenia en excés del següent acudit que pogués publicar. Un amic li va suggerir que creés una nova tira, però aquesta vegada protagonitzada per un adolescent, coa que va acabar fent. Però una vegada iniciada la feina va haver de reconèixer que els personatges eren massa semblants a les seves anteriors creacions.
En Jim Borgman, fins llavors dibuixant de tires de caràcter polític en el The Cincinnati Enquirer (per les que va guanyar un Pulitzer) i amic de l'Scott va decidir ajudar-lo amb la tira quan aquest últim li va explicar el seu problema. Segons en Borgman, varen concebre la idea principal de la tira mentre tornaven d'una convenció de còmics. Al llarg dels mesos, a través del telèfon i l'ús del fax (l'Scott viu a Califòrnia, en Borgman a Ohio), varen anar desenvolupant els personatges que finalment es convertirien en els Duncan.
King Features Syndicate, que ja distribuïa Baby Blues i les tires d'en Borgman, va iniciar la sèrie de Zits (literalment acne en anglès) el 1997.

## Àlbums
Els llibres de Zits venen en dos formats. El primer és el Zits Sketchbook i estan numerats seqüencialment. Contenen aproximadament un any de tires recopilades. El segon format és Zits Treasury, que combina el material dels dos sketchbooks anteriors.
- Zits-Sketchbook #1 ISBN 978-083626825-6
- Growth Spurt: Zits Sketchbook 2 ISBN 978-083627848-4
  - Humongous Zits: A Zits Treasury ISBN 978-074070013-2
- Don't Roll Your Eyes At Me, Young Man! A Zits Sketchbook 3 ISBN 978-074071166-4
- Are We An "Us"? ISBN 978-074071397-2
  - Big Honkin' Zits: A Zits Treasury ISBN 978-074071854-0
- Zits Unzipped: Sketchbook #5 ISBN 978-074072322-3
- Busted! Zits Sketchbook #6 ISBN 978-074072675-0
  - Zits Supersized: A Zits Treasury ISBN 978-074073307-9
- Road Trip! Zits Sketchbook #7 ISBN 978-074073814-2
- Teenage Tales: Zits Sketchbook #8 ISBN 978-074074144-9
  - Random Zits: A Zits Treasury ISBN 978-074074669-7
- Thrashed: Zits SketchBook No. 9 ISBN 978-074075117-2
- Pimp My Lunch: Zits Sketchbook No. 10 ISBN 978-074075443-2
  - Crack of Noon: A Zits Treasury ISBN 978-074075684-9
- Are We Out of the Driveway Yet? Zits Sketchbook Number 11 ISBN 978-074076199-7
- Rude, Crude, and Tattooed: Zits Sketchbook 12 ISBN 978-074076357-1
  - Alternative Zits: A Zits Treasury ISBN 978-074076848-4